# میشل مولتری
میشل مولتری (انگلیسی: Michelle Moultrie؛ زادهٔ ۱۳ ژوئیهٔ ۱۹۹۰) بازیکن سافت‌بال است.
وی در مسابقات کشوری و بین‌المللی، در مجموع برندهٔ ۱ مدال نقره شده‌است.